# Japão na Universíada de Verão de 2021
O Japão participou da Universíada de Verão de 2021, que aconteceu em Chengdu, na China, entre 28 de julho e 8 de agosto de 2023.
Foram 262 atletas — 133 masculinos e 129 femininos — em todas as 17 modalidades olímpicas e uma não olímpica — o wushu.

## Competidores
Estas foram as modalidades e atletas que disputaram a edição:
| Esporte             | Masculino | Feminino | Total |
| ------------------- | --------- | -------- | ----- |
| Atletismo           | 24        | 17       | 41    |
| Badminton           | 6         | 6        | 12    |
| Basquetebol         | 12        | 12       | 24    |
| Esgrima             | 9         | 9        | 18    |
| Ginástica artística | 5         | 5        | 10    |
| Ginástica rítmica   | 0         | 7        | 7     |
| Judo                | 7         | 7        | 14    |
| Natação             | 17        | 15       | 32    |
| Polo aquático       | 13        | 12       | 25    |
| Remo                | 4         | 4        | 8     |
| Saltos ornamentais  | 3         | 2        | 5     |
| Taekwondo           | 4         | 3        | 7     |
| Tênis               | 4         | 4        | 8     |
| Tênis de mesa       | 5         | 5        | 10    |
| Tiro                | 3         | 4        | 7     |
| Tiro com arco       | 3         | 3        | 6     |
| Voleibol            | 12        | 12       | 24    |
| Wushu               | 2         | 2        | 4     |
| Total               | 133       | 129      | 262   |

## Medalhas

### Por modalidade
Estas foram as medalhas por modalidade nesta edição:
| Esporte             | Medalha de ouro | Medalha de prata | Medalha de bronze | Total de medalhas |
| ------------------- | --------------- | ---------------- | ----------------- | ----------------- |
| Judô                | 11              | 3                | 1                 | 15                |
| Natação             | 4               | 5                | 8                 | 17                |
| Ginástica artística | 2               | 5                | 6                 | 13                |
| Atletismo           | 2               | 4                | 5                 | 11                |
| Ginástica rítmica   | 1               | 1                | 3                 | 5                 |
| Tiro com arco       | 1               | 1                | 0                 | 2                 |
| Tênis de mesa       | 0               | 3                | 3                 | 6                 |
| Saltos ornamentais  | 0               | 2                | 3                 | 5                 |
| Wushu               | 0               | 2                | 3                 | 5                 |
| Basquetebol         | 0               | 1                | 0                 | 1                 |
| Remo                | 0               | 1                | 0                 | 1                 |
| Voleibol            | 0               | 1                | 0                 | 1                 |
| Tênis               | 0               | 0                | 5                 | 5                 |
| Badminton           | 0               | 0                | 3                 | 3                 |
| Esgrima             | 0               | 0                | 3                 | 3                 |
| Total               | 21              | 29               | 43                | 93                |